# Leptochloa asthenes
Leptochloa asthenes là một loài thực vật có hoa trong họ Hòa thảo. Loài này được (Roem. & Schult.) C.E.Hubb. mô tả khoa học đầu tiên năm 1941.